# Passarella di Sotto
Passarella di Sotto is een plaats (frazione) in de Italiaanse gemeente Jesolo.